# Castaignos-Souslens
Castaignos-Souslens ist eine französische Gemeinde mit 424 Einwohnern (Stand 1. Januar 2022) im Département Landes in der Region Nouvelle-Aquitaine (vor 2016: Aquitanien). Die Gemeinde gehört zum Arrondissement Dax und zum Kanton Coteau de Chalosse.
Die Herkunft des Namens ist nicht vollständig geklärt. Castaignos könnte eine Ableitung des lateinischen Worts castanea (deutsch Kastanienbaum) zusammen mit dem Diminutiv -olu sein. Andererseits soll einer Legende nach der General Agnos der Armee Hannibals hier einen Zwischenaufenthalt eingelegt haben. Er soll ein Lager auf den Hügeln über dem Tal des Luy de France eingerichtet haben, das castel d’Agnos genannt worden sein soll. Der Name Souslens, ein früheres Toponym war Souslenx, kommt aus dem okzitanischen Sou (deutsch Sonne), eine Bezeichnung für einen sonnigen Ort.
Die Einwohner werden Castaignossais und Castaignossaises genannt.

## Geographie
Castaignos-Souslens liegt ca. 40 km südöstlich von Dax in der Landschaft Chalosse der historischen Provinz Gascogne an der südlichen Grenze zum benachbarten Département Pyrénées-Atlantiques.
Umgeben wird Castaignos-Souslens von den Nachbargemeinden:
|                 | Momuy                                       |         |
| Nassiet Marpaps | Kompassrose, die auf Nachbargemeinden zeigt | Argelos |
|                 | Sault-de-Navailles (Pyrénées-Atlantiques)   | Beyries |

Castaignos-Souslens liegt im Einzugsgebiet des Flusses Adour.
Der Luy de France markiert die nördliche Grenze zur Nachbargemeinde Momuy.
Der Ruisseau de Cazau, auch Ruisseau de Cacareyt genannt, und der Ruisseau d’Hardy, auch Ruisseau de Marpaps genannt, sind Nebenflüsse des Luy de Béarn und entspringen auf dem Gebiet der Gemeinde.

## Geschichte
1831 haben sich die Gemeinden Castaignos und Souslens zur neuen Gemeinde Castaignos-Souslens vereinigt. Sie befanden sich zwischen den natürlichen Grenzen Luy de France und Luy de Béarn, und entsprechend gehörten sie in ihrer Geschichte zu Frankreich oder zum Béarn. Erst seit der Neuordnung der Territorien zu Beginn der Französischen Revolution gehört Castaignos-Souslens definitiv zu den Landes. Die Route nationale 133, die heutige Route départementale 933, durchquert die Gemeinde. Die Demarkationslinie zwischen der besetzten und der unbesetzten Zone im Zweiten Weltkrieg lag genau auf diesem Abschnitt der Nationalstraße und teilte somit die Gemeinde während der deutschen Besetzung Frankreichs. Dieser Zeitraum hat deshalb tiefe Spuren im Gedächtnis der Bewohner hinterlassen.

### Einwohnerentwicklung
Nach dem Zusammenschluss der beiden Gemeinden Castaignos und Souslens wohnten rund 520 Personen in der neuen Gemeinde. In der Folgezeit sank die Größe der Gemeinde bei kurzen Erholungsphasen bis zu den 1940er Jahren auf rund 260 Einwohner, bevor eine moderate Wachstumsphase einsetzte, die heute noch andauert.
| Jahr      | 1962 | 1968 | 1975 | 1982 | 1990 | 1999 | 2006 | 2010 | 2022 |
| --------- | ---- | ---- | ---- | ---- | ---- | ---- | ---- | ---- | ---- |
| Einwohner | 279  | 277  | 276  | 263  | 316  | 358  | 358  | 396  | 424  |

## Sehenswürdigkeiten
- Pfarrkirche, geweiht Johannes dem Täufer. Von der im 12. Jahrhundert in Castaignos errichteten früheren Kirche ist heute nichts mehr übrig geblieben. Sie unterstand bis zur Französischen Revolution dem Erzpriestertum von Sault-de-Navailles des Bistums Lescar. Das heutige Gotteshaus ist ein Neubau aus den Jahren 1893 bis 1896, durchgeführt vom Unternehmen P. Ribeton nach Plänen des Architekten V. Séron aus Saint-Sever. Die Kirche wurde im neuromanischen Stil errichtet mit drei Kirchenschiffen, die durch große Rundbogenarkaden aus Ziegelsteinen getrennt sind, die auf viereckigen Tragpfeilern aus Werksteinen ruhen. Das Hauptschiff wird durch einen viereckigen Chor verlängert, der durch ein Drillingsfenster ausgeleuchtet wird. Zwei Sakristeien flankieren hierbei den Chor. Im Westen ragt der viereckige Glockenturm über dem Eingang der Vorhalle empor. Sein oktogonaler Helm ist mit Schiefer gedeckt. Seine Fenster sind rundbogenförmig, die Verzahnung an den Mauerecken und die abgeschrägten Strebepfeiler sind aus Werksteinen gefertigt.[6] Von der am Ende des 19. Jahrhunderts abgerissenen früheren Kirche sind keine Ausstattungsgegenstände in die neue Kirche verlegt worden. Die Ausstattung ist vollständig im neuromanischen Stil eingerichtet worden. Das einzige Glasfenster, das künstlerisch ausgestaltet ist, befindet sich im Chor. Es ist ein Werk des Glasmalers Louis-Victor Gesta aus Toulouse, das um 1900 entstanden ist. In der mittleren Lanzette des Drillingsfensters wird das Herz Jesu dargestellt. Die Person steht hierbei auf einen Sockel mit kleinen Arkaden unter einem Baldachin mit einem Wimperg, kleinen Türmen und Strebebögen. Auf der linken Lanzette ist der Schutzpatron der Kirche, der heilige Johannes der Täufer, mit einem Kreuz zu sehen, auf der rechten Lanzette der Erzengel Michael, wie er den Teufel mit den Füßen tritt. Die beiden seitlichen Lanzetten sind kleiner als die mittlere. Johannes der Täufer und der heilige Michael sind in länglichen Medaillons mit stilisierten Pflanzenornamenten dargestellt. Die erste Ausstattung wurde in den 1980er Jahren größtenteils durch ein Mobiliar aus Holz ersetzt. Die beiden Glocken wurden 1964 bzw. 1986 aus den Materialien der früheren Glocken des Neubaus neu gegossen.[7][8]

## Wirtschaft und Infrastruktur
Die Landwirtschaft ist ein wichtiger Wirtschaftsfaktor der Gemeinde. Der Tourismus wird unterstützt durch das Angebot von mehreren Ferienwohnungen.

### Bildung
Die Gemeinde verfügt über eine öffentliche Grundschule mit 39 Schülerinnen und Schülern im Schuljahr 2017/2018.

### Verkehr
Castaignos-Souslens ist erreichbar über die Routes départementales 13, 338, 346, 376 und 933S, der ehemaligen Route nationale 133.

## Persönlichkeiten
Jean Félicité Maurice Cazenave, geboren am 25. Februar 1868 in Castaignos-Souslens, gestorben am 8. August 1945, war Soldat der Marine, am 16. August 1923 zum Konteradmiral ernannt.